# البريدي (عائلة)
البريدي هي نسبة حملها ثلاثة إخوة مشهورين، من أبناء رئيس اتصالات البصرة الذي عُرف ولُقب بالبريدي. يُعرف الإخوة الثلاثة بشكل جماعي باسم بني البريدي وكانوا قادة عسكريين شيعة.
وكان الإخوة الثلاثة هم:
- أبو عبد الله البريدي
- أبو يوسف يعقوب البريدي
- أبو الحسين البريدي

وكان لأبي القاسم بن أبي عبد الله (وهو ابن أكبر الإخوة الثلاثة) دور مهم أيضًا.